# 20197 Enriques
20197 Enriques (1997 CK22) là một tiểu hành tinh vành đai chính được phát hiện ngày 14 tháng 2 năm 1997 bởi P. G. Comba ở Prescott.